# Loxosceles adelaida
Loxosceles adelaida là một loài nhện trong họ Sicariidae.
Loài này thuộc chi Loxosceles. Loxosceles adelaida được miêu tả năm 1967 bởi Gertsch.